# هارفي ستانلي هايد بلاكبيرن
هارفي ستانلي هايد بلاكبيرن (بالإنجليزية: Harvey Stanley Hyde Blackburn)‏ هو عسكري أسترالي، ولد في 30 نوفمبر 1876، وتوفي في 1 أكتوبر 1967. كان عضوًا في القوة الإمبراطورية الأسترالية، وتمكن خلال الحرب العالمية الأولى من خداع الطاقم الطبي في وقت تجنيده التطوعي بحيث لم يلاحظوا قدمه اليسرى الاصطناعية، والتي فقدها قبل ذلك بفترة قصيرة.